# Ord Henderson Tidbury
Ord Henderson Tidbury MC, britanski general, * 1888, † 14. julij 1961.